# Debbie Googe
Debbie Googe (* 24. října 1962) je anglická rocková baskytaristka. Svou kariéru zahájila v polovině osmdesátých let, kdy se stala členkou skupiny My Bloody Valentine. Ze skupiny odešla v roce 1995 a od roku 2007 je opět její členkou. Od roku 1995 hrála ve skupině Snowpony, ale její existence příliš dlouho netrvala. V roce 2011 dále vystupovala se skupinou Primal Scream a roku 2014 se stala členkou nového projektu amerického kytaristy a zpěváka Thurstona Moorea, v němž dále hrají kytarista James Sedwards a bubeník Steve Shelley; téhož roku se podílela na jeho albu The Best Day. Je lesba.